# O Estrangeiro (2017)
The Foreigner (bra/prt: O Estrangeiro) é um filme de ação e suspense sino-britânico-americano dirigido por Martin Campbell e escrito por David Marconi, baseado no livro de 1992, o romance "The Chinaman" por Stephen Leather.
O filme conta com as estrelas de cinema Jackie Chan, Pierce Brosnan, Charlie Murphy, Orla Brady, Liu Tao e Katie Leung.
Foi lançado (Premiere) no dia 24 de Setembro de 2017 em Beijing e oficialmente no dia 30 de Setembro de 2017 na região da China. 
Estreou no dia 18 de Dezembro de 2017 no Reino Unido, no dia 13 de Outubro de 2017 nos Estados Unidos, no dia 12 de Outubro de 2017 em Portugal e no Brasil foi lançado no dia 11 de Janeiro de 2018.

## Enredo
Ngoc Minh Quan (Jackie Chan), um viúvo e ex-soldado das forças de operações especiais da guerra do Vietnã, administra um restaurante chinês em Londres com seu parceiro de negócios Lam (Liu Tao) e sua filha adolescente Fan (Katie Leung).
Quando Fan é morta em um atentado terrorista, Quan busca vingança. Um grupo republicano irlandês que se autodenomina "IRA Autêntico" reivindica a responsabilidade.
Quan se dirige a Scotland Yard diariamente, pedindo os nomes dos terroristas, mas é informado pelo chefe de polícia, comandante Bromley (Ray Fearon), que suas repetidas visitas estavam desviando o foco da investigação.
Bromley aconselha Quan a ser paciente e o adverte contra ir atrás do IRA. Quan resolve ir atrás dos responsáveis, entrando em contato por telefone com o vice-primeiro-ministro da Irlanda do Norte e político do Sinn Féin, Liam Hennessy (Pierce Brosnan), que fala publicamente sobre seu status como ex-líder do Exército Republicano Irlandês (IRA) enquanto afirma abertamente condenar o ataque. Quan compra itens para fazer armas caseiras e viaja para Belfast, deixando o restaurante sob a gestão de Lam.
Quan procura Liam em seu escritório, mas ele afirma não ter conhecimento do atentado ou de seus autores antes de expulsá-lo do local. Quan não acredita nele, detonando uma bomba caseira no banheiro do prédio do vice antes de deixar um explosivo falso no carro dele como aviso, a menos que ele obtenha os nomes dos homens-bomba. Liam diz a seus homens para encontrar Quan e detê-lo. Sob pressão do governo britânico e esperando reforçar sua posição política antes das próximas eleições da Assembleia da Irlanda do Norte, Liam tenta identificar os culpados com a ajuda de seus contatos para que os depósitos de armas do IRA conhecidos sejam procurados por explosivos desaparecidos. Quan observa Liam vendo sua amante em um restaurante, Maggie (Charlie Murphy), fotografando-os. Os homens de Liam encontram Quan em sua casa de hóspedes, mas ele os repele e foge.
Quan então esconde-se no bosque da fazenda de irlandês, atacando-os com mais explosivos. Enquanto os capangas de Liam tentam rastreá-lo na floresta, Quan usa armadilhas para neutraliza-los, mas é baleado de raspão no ombro e foge.
Liam também investiga o passado de Quan e descobre que ele era um ex-guerrilheiro que foi recrutado pelas forças especiais dos Estados Unidos no Vietnã. Depois que Quan embosca Hennessy em sua casa, o último contata seu sobrinho Sean Morrison, ex-soldado do Regimento Real Irlandês, na esperança de que suas habilidades de rastreamento possam ser usadas para pegar Quan.
Hugh McGrath (Dermot Crowley), um dos antigos comandantes do IRA na época que Liam era líder do grupo durante os conflitos na Irlanda do Norte, pergunta a Liam por que seus depósitos de armas estão sendo revistados. Ele responde que o usado no bombardeio veio de um de seus lixões.
McGrath nega saber de qualquer coisa e afirma que tudo estava em ordem. McGrath então diz ao vice que acredita que os ataques devem continuar e tenta persuadi-lo a pensar o mesmo. Liam revela que ele secretamente apoiou a ideia de bombardeios, mas acreditava que eles deveriam ser apenas alvos financeiros que não envolvessem baixas civis. Irritado, McGrath o repreende, alegando que a política o tornou "amolecido" e que ele se preocupa mais com sua carreira do que com a causa do IRA. McGrath então sai, mas não antes de Liam ameaçá-lo dizendo que se os homens-bomba não forem pegos, ele irá atrás dele em breve.
Após um segundo atentado a um ônibus panorâmico, Liam negocia com a ministra britânica Katherine Davies (Lia Williams) e promete a captura dos terroristas em troca do perdão de vários de seus ex-companheiros do IRA. Enquanto isso, ele recebe informações sobre os homens-bomba e transmite a informação ao seu sobrinho e à polícia de Londres.
Comandante Bromley descobre que Hugh McGrath é o líder do IRA e notifica Liam da descoberta. Liam tortura McGrath para lhe dar as identidades dos homens-bomba, descobrindo que sua amante Maggie faz parte dos acontecimentos, cujo nome verdadeiro é Sara Mackay.
O caso foi uma armadilha a Liam e aos homens-bomba caso Liam optasse por não apoiar os ataques. Liam também descobre que o verdadeiro mentor dos ataques é sua própria esposa, Mary (Orla Brady), que despreza os britânicos pela morte de seu irmão, Patrick, e se ressente de Liam por permitir que seus assassinos fossem enviados para a prisão em vez de matá-los.
Em retaliação por sua traição e por envolver sua esposa e amante, Liam mata McGrath. Descobre também que Sean vazou informações para Mary enquanto tinha um caso com ela. Sean encontra o esconderijo de Quan na floresta.
Depois de uma luta na floresta, Quan captura Sean, vazando os nomes dos terroristas e sua localização em Londres antes que Quan o deixasse ir.
Quando Sean retorna à fazenda, Liam adverte seu sobrinho, conta-lhe sobre uma última tarefa que ele tem para ele, avisando que ele teria que partir para Nova York e nunca mais retornar.
Enquanto a polícia e o MI5 se preparam para invadir o esconderijo dos terroristas em Londres, Quan entra no apartamento disfarçado de funcionário e mata todos, menos Maggie. Quan sai pouco antes da polícia invadir o apartamento e encontrar Maggie gravemente ferida. Eles a torturam para revelar a localização de sua próxima bomba (semtex), que foi plantada em um laptop pertencente a um repórter que Maggie seduziu, na tentativa de ativa-la durante um voo britânico para uma conferência internacional em Roma.
Com apenas alguns segundos de sobra, a polícia britânica joga o laptop em uma ponte telescópica vazia. Com a ameaça resolvida, Maggie é executada para evitar "pontas soltas". Liam recebe uma ligação de Katherine, avisando-o que estava programada para estar no voo alvo.
Ela diz a ele que soube de seu envolvimento com os homens-bomba, mas, tendo ajudado a evitar o último ataque, ele poderia manter seu cargo de vice-primeiro-ministro, embora sob seu controle. Sean visita Mary e a executa (presumivelmente sua "última tarefa" dada por Liam), eliminando assim toda a célula do IRA.
Quan se encontra com Liam mostrando a foto dele beijando Maggie, o que é suficiente para lançar suspeitas públicas sobre Liam e seu papel nos atentados. Ele força Liam sob a mira de uma arma a postar a foto na internet, expondo publicamente sua associação com o IRA e destruindo sua carreira política. Quan retorna ao seu restaurante em Londres e se reúne com Lam.
A Scotland Yard percebe o papel de Quan nos eventos e o coloca sob vigilância; na premissa de que "os britânicos têm uma dívida" com Quan, Bromley decide não tomar mais nenhuma ação contra Quan e o mantém como "apenas em observação". Ele volta ao restaurante, para alívio de Lam.

## Elenco
- Jackie Chan como Ngoc Minh Quan
- Pierce Brosnan como Liam Hennessey
- Charlie Murphy como Maggie
- Liu Tao como Keyi Lan
- Orla Brady como Mary
- Katie Leung como Fan[5][6]
- Manolo Cardona como Pedro Lopez
- Simon Kunz como Matthew Rice
- Pippa Bennett-Warner como Marissa Levitt
- Roberta Taylor como Mrs. Taylor
- Dermot Crowley como McGrath
- Rufus Jones como Woody

## Produção
No dia 5 de Junho de 2015, foi anunciado que o Jackie Chan seria a próxima estrela do filme O Estrangeiro, um projecto da companhia STX Entertainment, com base na obra de Stephen Leather "The Chinaman". Filmado nas ruas de Chinatown, e outras localidades na cidade de Londres. A produção fotográfica começou no mês de Janeiro do ano 2016. No dia 15 de Julho de 2015, o site de noticias "Deadline" informou que Martin Campbell estava em negociações para realização de um filme ainda sem título, enquanto a companhia Relativity Media negociou para financiar o filme.  O actor Pierce Brosnan, juntou-se ao elenco ao lado de Jackie Chan no mês de Novembro. Liu Tao e Jackie Chan participaram no Festival de Cinema de Xangai, no dia 11 de Junho de 2016, para promover o filme.